# Torres del Paine (comuna)
Torres del Paine es una comuna de la zona austral de Chile, ubicada en la provincia de Última Esperanza, Región de Magallanes y de la Antártica Chilena, cuya capital es la Villa Cerro Castillo.

## Historia
La comuna de Torres del Paine fue originalmente parte del territorio de los Aónikenk o Tehuelches, un pueblo nómada de cazadores recolectores que habitaba la zona hace 11.000 años. En el área que hoy comprende el parque nacional Torres del Paine, existen registros arqueológicos de su presencia de hace aproximadamente 3500 años. Los Aónikenk vivían en pequeños grupos familiares, desplazándose entre el río Santa Cruz y el estrecho de Magallanes, con una cosmovisión centrada en la naturaleza. Sin embargo, la llegada de los colonizadores alteró su forma de vida, lo que llevó a la desaparición de este pueblo.
En 1557, llegaron los primeros colonizadores españoles a la provincia de Última Esperanza, siendo el explorador Juan Ladrilleros uno de los primeros en la búsqueda del Estrecho de Magallanes. A finales del siglo XIX, comenzó el auge de la industria ganadera en la región, impulsada por colonos ingleses y alemanes. La "Sociedad Explotadora Tierra del Fuego" se instaló a inicios del siglo XX en lo que hoy es la comuna de Torres del Paine, gestionando una vasta extensión de 2 millones de hectáreas, convirtiéndose en la mayor empresa ganadera del mundo en su tiempo.
A partir de 1920, la sociedad empezó a devolver progresivamente tierras fiscales, un proceso que se aceleró con la promulgación de la "Ley de Tierras de Magallanes" en 1937, durante el gobierno de Arturo Alessandri, y culminó en 1957 cuando el presidente Carlos Ibáñez del Campo decidió no renovar los contratos de arrendamiento. Finalmente, en 1973, la Sociedad fue disuelta en el contexto de la Reforma Agraria, y sus tierras fueron expropiadas y entregadas a nuevos propietarios.

## Medio ambiente

### Geomorfología y componentes abióticos
La comuna de Torres del Paine se encuentra emplazada en las unidades geomorfológicas de Cordillera patagónica de lagos y ríos de control tectónico y Cordillera patagónica de ventisqueros del Pacifico; y presenta según la clasificación climática de Köppen clima de tundra (ET), clima mediterráneo de lluvia invernal (Csb), clima mediterráneo frío de lluvia invernal (Csc), clima semiárido (BSk), clima templado lluvioso (Cfb) y clima templado lluvioso frío (Cfc). Esta además se halla en la cuenca hidrográfica de Costeras entre el Seno Andrew y río Hollemberg e islas al oriente. Además, la comuna posee diversos cuerpos de agua, entre los que se destacan la lago Bruch, lago de Grey, lago Nordenskjold, lago Porteño, lago Sarmiento, lago Skottsberg, lago Tindall, laguna Amarga, laguna Azul y laguna Glaciar Geike, lago Brush y lago El Toro; y río Avutardas, río Baguales, río Campamento, río de las Chinas, río Geikie, río Grey, río Serrano y río Zamora.

### Componentes bióticos
Dentro del territorio de la comuna se pueden hallar los siguientes ecosistemas:
- Bosque caducifolio templado-antiboreal andino donde predominan Nothofagus pumilo y Maytenus disticha (Preocupación menor)
- Bosque mixto templado-antiboreal andino donde predominan Nothofagus betuloides y Nothofagus pumilio (Preocupación menor)
- Bosque siempreverde antiboreal costero donde predominan Nothofagus betuloides y Embothrium coccineum (Preocupación menor)
- Estepa templada oriental donde predominan Festuca gracillima y Mulinum spinosum (Preocupación menor)
- Estepa templada oriental donde predominan Festuca gracillima y Chiliotrichum diffusum (Preocupación menor)
- Herbazal templado andino donde predominan Nassauvia dentata y Senecio portalesianus (Preocupación menor)
- Matorral arborescente caducifolio templado-antiboreal andino donde predominan Nothofagus antarctica y Chiliotrichum diffusum (Preocupación menor)
- Matorral caducifolio templado andino donde predominan Nothofagus antarctica y Empetrum rubrum (Preocupación menor)
- Zonas geográficas hinóspitas sin vegetación (Sin información)
- Turbera antiboreal costera donde predominan Astelia pumila y Donatia fascicularis (Preocupación menor)

### Medidas de protección ambiental y conflictos socioambientales
Hasta 2022, la comuna de Torres del Paine cuenta con las siguientes zonas que poseen algún nivel de protección ambiental:
- Parque Nacional Bernardo O'Higgins (parque nacional)[10]
- Parque Nacional Torres del Paine (parque nacional)[11]
- río Serrano Milodón (Bien Nacional Protegido)[12]
- Torres del Paine (Reserva Biósfera)[13]

### Flora y fauna
Dentro de esta comuna se encuentra el parque nacional Torres del Paine. En esta región se encuentran algunos endemismos faunístiscos y florístiscos. Entre las orquídeas, las especies más frecuentes son Chloraea magellanica, Codonorchis lessonii, Gavilea araucana, Gavilea chica, Gavilea littoralis, Gavilea supralabellata, y Gavilea lutea. Sin embargo la intervención humana, principalmente debido a los incendios, ha incrementado la flora alóctona considerablemente.
De igual modo los cierros afectan la población de crias de guanaco.

## Demografía
Según el censo de 2017 su población era de 1209 habitantes, de los cuales 800 eran varones y 409 mujeres. El total de la población está catalogado de rural.

### División administrativa
La comuna de Torres del Paine se divide en los siguientes distritos:
| Distrito         | Población (2002) |
| ---------------- | ---------------- |
| Cerro Castillo   | 449 hab.         |
| Torres del Paine | 290 hab.         |

Las principales localidades pobladas son Cerro Castillo, la cabecera municipal; la sede administrativa Torres del Paine; Río Serrano y Cerro Guido.

## Administración

### Municipalidad
La Municipalidad de Torres del Paine para el periodo 2021-2024 es dirigida por la alcaldesa Anahí Cárdenas Rodríguez (Independiente - Candidatura Independiente) y el concejo municipal conformado por los concejales:
- Silvana Alejandra Silva Paillaman (Evolución Política)
- Alejandra Elizabeth Toro Abello (IND - Chile Vamos UDI - IND)
- Pilar Concha Pedreros (IND - Chile Vamos UDI - IND)
- Juan Carlos Almonacid Vidal (IND - Unidad Por el Apruebo PS PPD e IND)
- José Soto Almonacid (Partido Socialista de Chile)
- Edmundo Bilbao Paillaguala (IND - Unidos Por la Dignidad)

### Representación parlamentaria
Torres del Paine forma parte de la circunscripción senatorial XV y del distrito electoral 28. Es representada en la Cámara de Diputados del Congreso Nacional por los siguientes diputados:
- Christian Matheson Villán (IND - EVO)
- Javiera Ignacia Morales Alvarado (IND - Convergencia Social)
- Carlos Bianchi Chelech (Independiente)

En el Senado, la representan:
- Alejandro Juan Kusanovic Glusevic (IND - RN)
- Karim Antonio Bianchi Retamales (Independiente)

## Economía
En 2018, la cantidad de empresas registradas en Torres del Paine fue de 14. El Índice de Complejidad Económica (ECI) en el mismo año fue de -1,18, mientras que las actividades económicas con mayor índice de ventaja comparativa revelada (RCA) fueron cría de ganado ovino o explotación lanera (1045,15), Comercio al por Menor de Artículos Típicos y artesanías (843,69) y otros tipos de hospedaje temporal como camping, albergues, posadas, refugios (520,62).

## Medios de comunicación

### Radioemisoras
- 94.1 - Eva FM

### Televisión
TDT
- 13.1 - Canal 13 HD
- 13.2 - T13 En Vivo
- 13.31 - Canal 13 OneSeg

## Galería

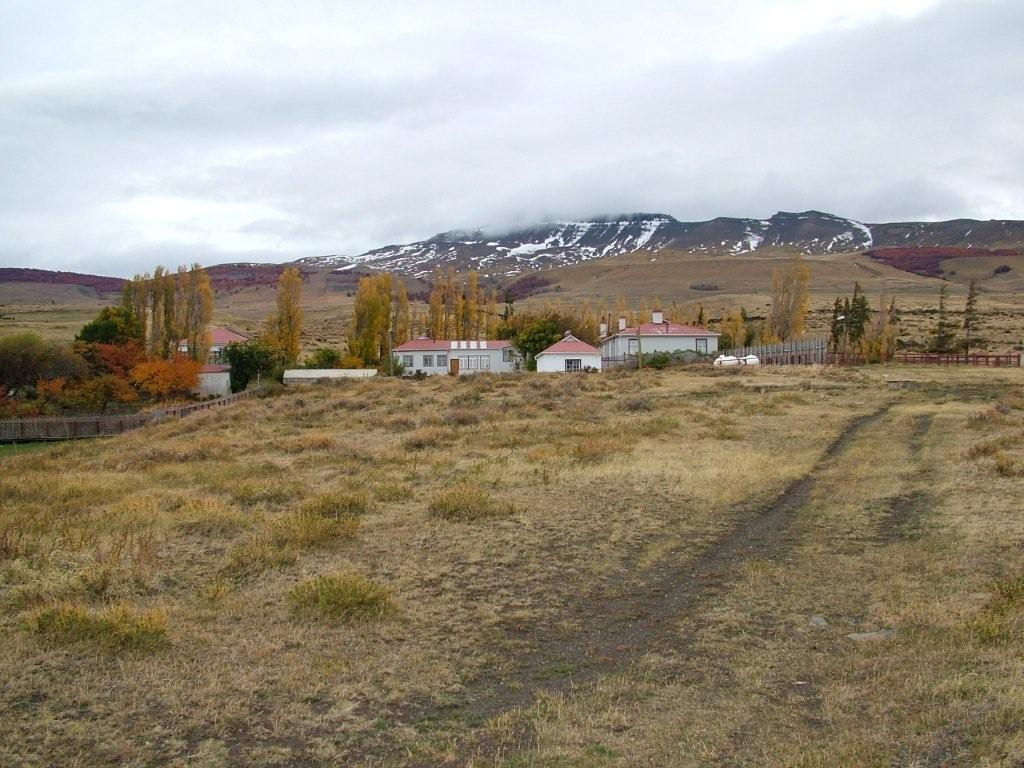
Cerro Guido, con el Cerro Contreras al fondo
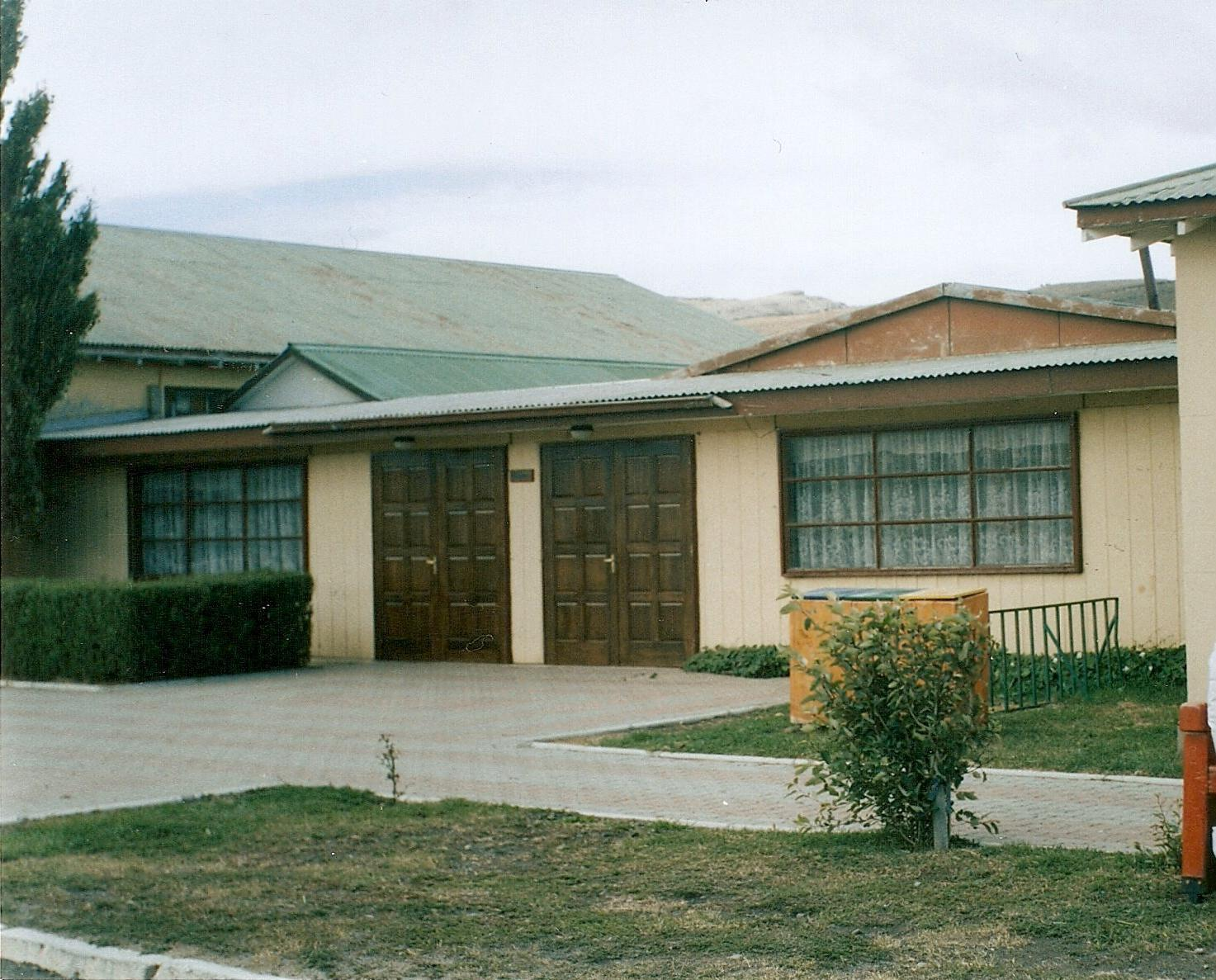
Escuela en Cerro Castillo
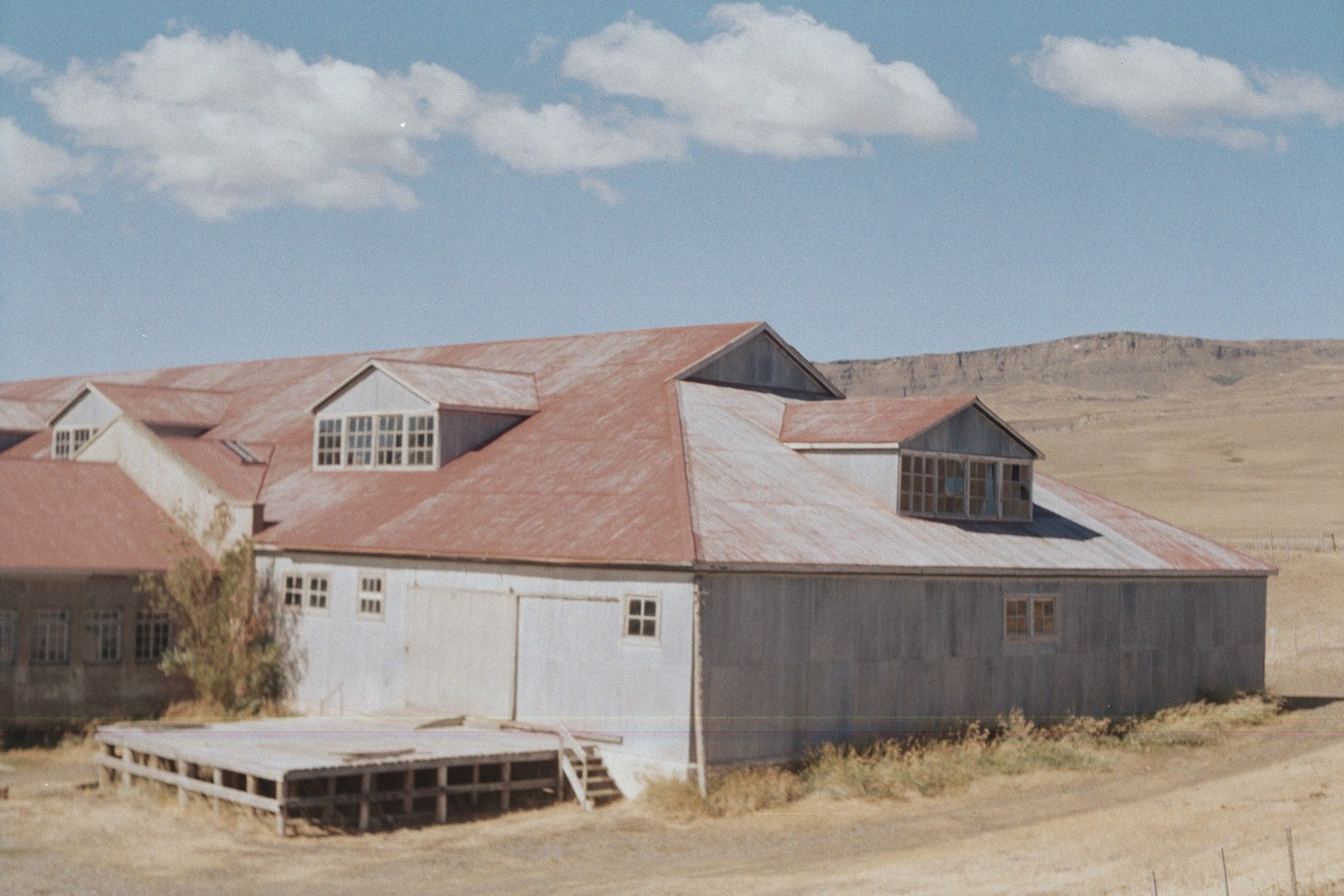
Galpón de esquila
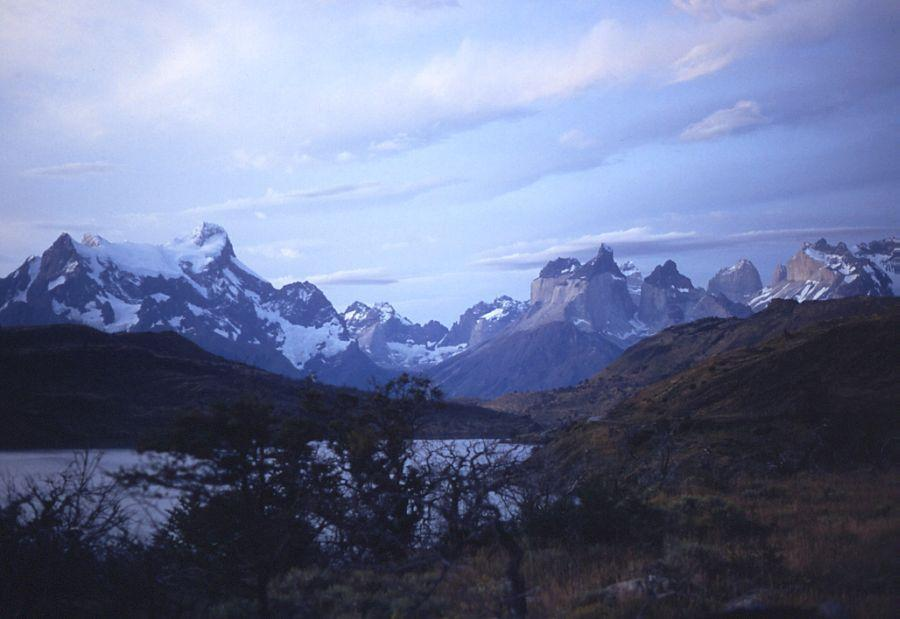
Macizo Principal de Torres del Paine
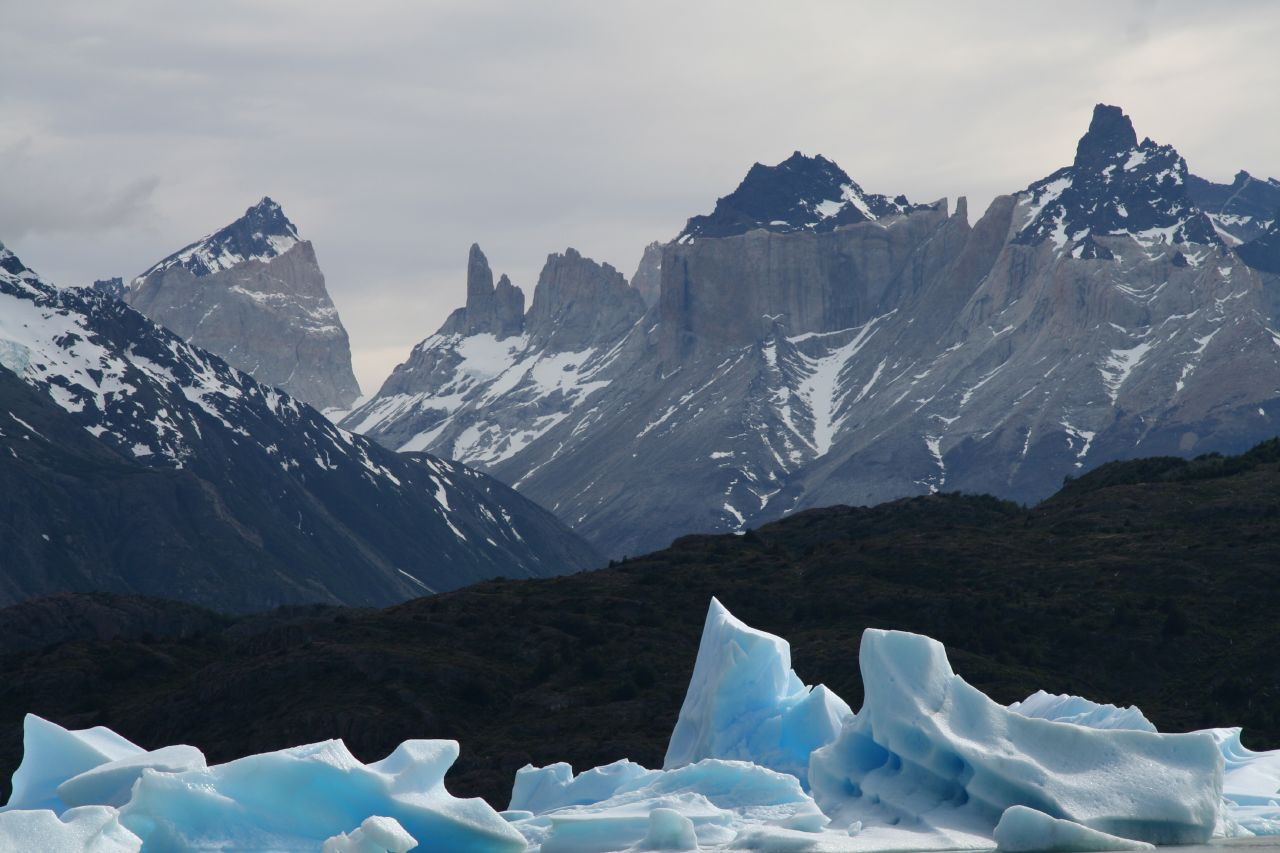
Lago Grey
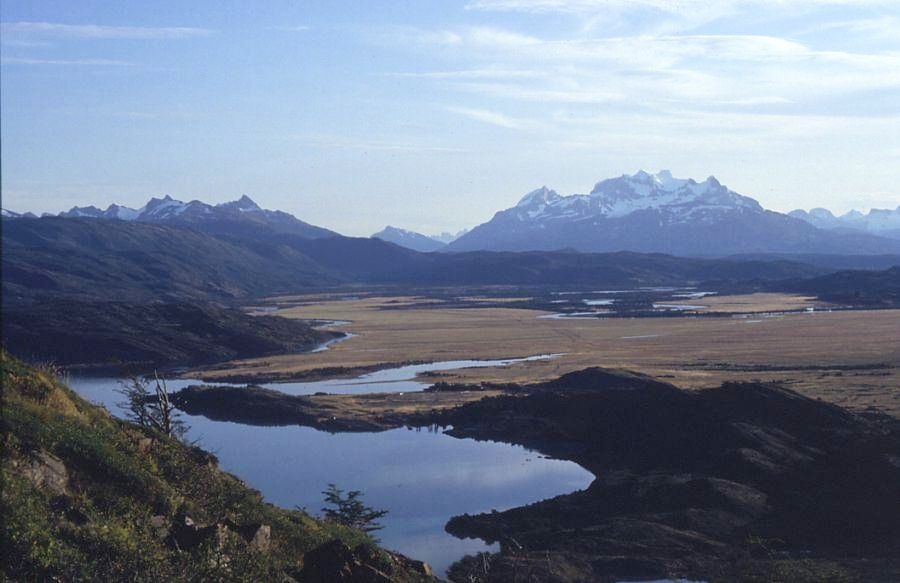
Lago Toro
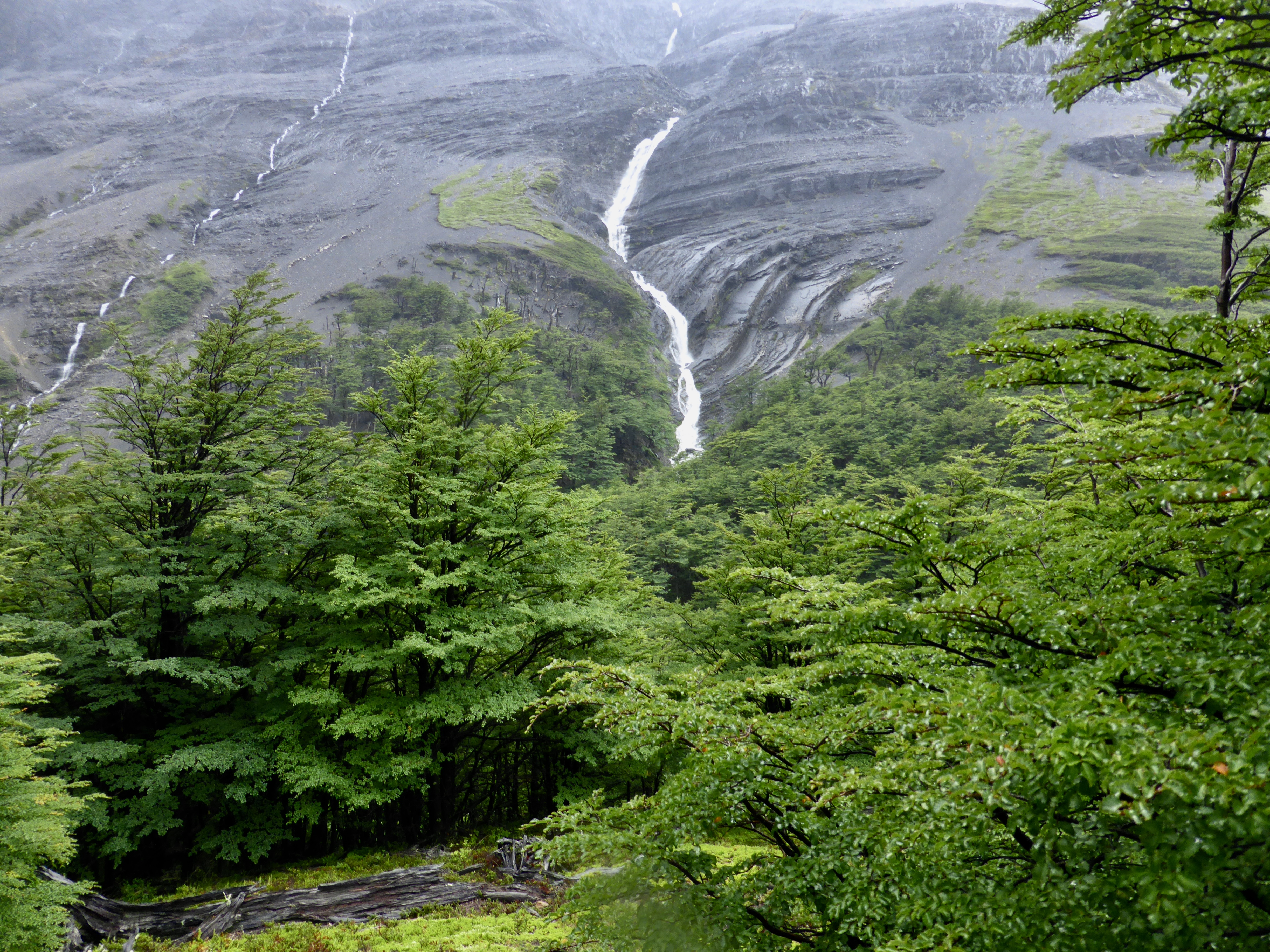
Bajo la lluvia en la Cordillera Paine.